# LDN 1616
LDN 1616 è una nebulosa oscura osservabile nella costellazione di Orione.
Si individua circa 2 gradi a nord della stella β Eridani, nella parte occidentale della costellazione; si mostra come una banda scura allungata che sembra sovrapporsi alla nebulosa ad emissione NGC 1788, nella sua parte sudoccidentale. La sezione più intensa è quella più ad est e più vicina al centro nella nube luminosa. La distanza è stimata sui 1300 anni luce da noi.

## Caratteristiche
La nube si estende per poco meno di un grado e orientato in senso est-ovest, distante circa 450 pc (1470 al) dal sistema solare. In particolare, la parte illuminata (NGC 1788) è quella più orientale, in direzione delle stelle del complesso, ed ospita al suo interno la stella HD 293815, una stella blu che la illumina.
Le prove della presenza di fenomeni di formazione stellare sono fornite dalle sorgenti infrarosse individuate nel corso degli anni duemila, che coinciderebbero con delle protostelle di classe 0 (le più giovani), dalla più massiccia delle quali si origina un potente getto; la loro dislocazione nella nebulosa e la loro età suggerisce che questo ciclo di formazione sia stato provocato dall'impatto dell'onda d'urto del vento delle giovani stelle dell'associazione Orion OB1.
Le componenti stellari e protostellari più brillanti della nebulosa a riflessione sono avvolte in piccole nubi che presentano delle emissioni nell'H2; di queste una sarebbe causata dalla forte radiazione ultravioletta della stella centrale, in questo caso la più massiccia, mentre le altre due paiono associate a dei bow shock. Gli ultimi due di fatto sarebbero oggetti HH, e come tali seguono infatti la numerazione assegnata a questo tipo di oggetti: HH 951-A e HH 951-B.
Le stelle di pre-sequenza principale scoperte sono circa una sessantina, fra le quali è compresa la stessa HD 293815, più la stella Ae/Be di Herbig UX Orionis; quest'ultima in particolare si trova circa 45' ad ovest delle nubi ed è il prototipo di una particolare classe di oggetti stellari giovani noti come variabili UX Ori. Si tratta di una stella bianca di classe spettrale A3 e un'età di 2 milioni di anni, coincidente con la sorgente IRAS 05020-0351.